# 帕拜島

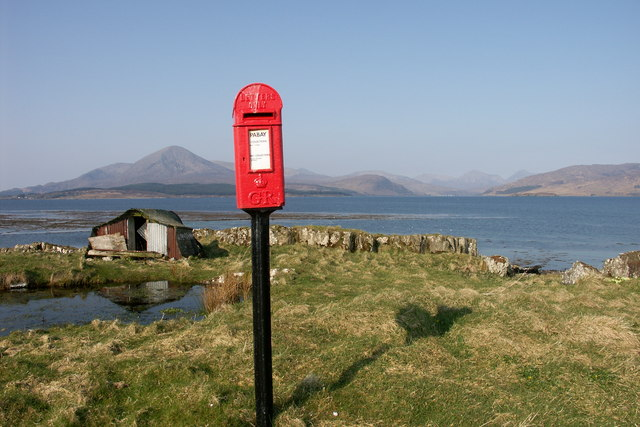

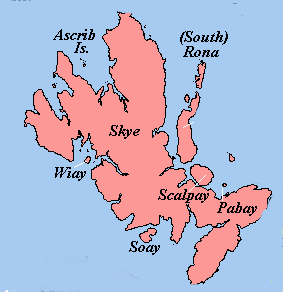

帕拜島是蘇格蘭的島嶼，位於隆戈島以南的赫布里底海，屬於內赫布里底群島的一部分，面積1.22平方公里，最高點海拔高度28米，島上無人居住。

## 外部連結
- Pabay.org （页面存档备份，存于）

57°16′N 5°51′W / 57.267°N 5.850°W